# المجموعة الشاملة
المجموعة الشاملة في نظرية المجموعات هي المجموعة التي تحوي كل الكائنات بما فيها نفسها. إن مفهوم المجموعة الشاملة كما يصاغ عادة في نظرية المجموعات يقودنا إلى مفارقة (مفارقة راسل) وبناء على ذلك فهي ممنوعة. ولكن بعض متغيرات نظرية المجموعات غير القياسة تحوي المجموعة الشاملة.

## أسباب الفقدان
إن نظرية مجموعات تسيرميلو-فرنكل (إرنست تسيرميلو وابراهم فرنكل) ونظريات المجموعات التعلقة بها المبنية على فكرة التسلسل الهرمي التراكمي يمنعون وجود المجموعة الشاملة. إن وجودها يسبب مفارقات مما يجعل النظرية متناقضة.

### مفارقة راسل
إن مفارقة راسل تمنع وجود المجموعة الشاملة في نظرية مجموعات تسيرميلو-فرنكل ونظريات المجموعات الأخرى التي تتضمن بديهية مشروع التخصيص لـ إرنست تسيرميلو. هذه البديهية توضح أنه لأي علاقة رياضية {\displaystyle \varphi (x)} ولأي مجموعة A يوجد مجموعة أخرى بحيث:
{\displaystyle \{x\in A\mid \varphi (x)\}}
وتحوي على هذه العناصر x من A وتحقق {\displaystyle \varphi }. إذا وجدت مجموعة شاملة  V يمكن تطبيق بديهية مشروع التخصيص عليها فستوجد أيضا مجموعة أخرى {\displaystyle \{x\in V\mid x\not \in x\}} , مجموعة كل المجموعات التي تتضمن نفسها. كما لاحظ بيرتراند راسل أن هذه المجموعة متناقضة. فإذا تضمنت نفسها لا يتوجب عليها أن تتضمن نفسها والعكس صحيح ولهذا السبب لا يمكن أن توجد.

### مبرهنة كانتور
الصعوبة الأخرى في المجموعة الشاملة تكمن في مجموعة قوة مجموعة كل المجموعات. لأن مجموعة القوة هذه هي مجموعة مجموعات وإنها بشكل تلقائي ستكون مجموعة جزئية لمجموعة كل المجموعات لو افترضنا أنهما موجودتان معاً. هذا تضارب مع مبرهنة كانتور التي تقول أن مجموعة قوة أيّة مجموعة (سواء أكانت منتهية أم غير منتهية) دائما لها أصلية كردينالية أعلى من المجموعة نفسها.

## نظريات الشمولية
بالإمكان تجنب الصعوبات المرتبطة بالمجموعة الشاملة إما باستخدام شكل مختلف من نظرية المجموعات بحيث تكون بديهية مشروع التخصيص محدودة بطريقة ما، أو باستخدام كائنات عامة(شمولية) لا تعتبر مجموعات.

### الإدراك المقيد
هناك نظريات مجموعات تعرف بأنها تناسقية بحيث تكون المجموعة الشاملة V موجودة وتكون( {\displaystyle V\in V} ) صحيحة. في هذه النظريات بديهية الإدراك ( بديهية مشروع التخصيص ) لـ إرنست تسيرميلو لا تطبق بالعموم. وبديهية الإدراك لـ نظرية المجموعات المبسطة تكون مقيدة. إن نظرية مجموعات تحتوي مجموعة شمولية تكون بالضرورة Non-Well-Founded set theory .

### كائنات شمولية ليست مجموعات
يبدو أن فكرة المجموعة الشاملة مرغوبة بشكل حدسي في نظرية مجموعات تسيرميلو-فرنكل خاصة لأن كل صيغ هذه النظرية تسمح باستخدام محدد الكمية على كل المجموعات (Universal quantification)